# Мил Крийк
Мил Крийк (на английски: Mill Creek) е град в окръг Снохоумиш, щата Вашингтон, САЩ. Мил Крийк е с население от 11 525 жители (2000) и обща площ от 9,2 km². Намира се на 115 m надморска височина. ЗИП кодът му е 98012, 98082, а телефонният му код е 425.